# Charlie's Death Wish
Charlie's Death Wish est un film américain, réalisé par Jeff Leroy en 2005.

## Synopsis
Film de vengeance, ou vigilant movie; se déroulant à Hollywood.

## Fiche technique
- Durée : 91 minutes
- Production :  Dollar Productions

Le film n'existe pour l'instant qu'en DVD zone 1.

## Distribution
- Phoebe Dollar : Charlie
- Ron Jeremy
- Kiki Encina
- John Fava
- Éric Flenner
- Randal Malone